# Peter Kjærsgaard-Andersen
Peter Kjærsgaard-Andersen (Aarhus, 30 april 1984) is een Deens voetbalscheidsrechter. Hij was in dienst van FIFA en UEFA tussen 2016 en 2023. Ook leidt hij sinds 2013 wedstrijden in de Superligaen.
Op 4 augustus 2013 leidde Kjærsgaard-Andersen zijn eerste wedstrijd in de Deense nationale competitie. Tijdens het duel tussen Odense BK en Viborg FF (4–2 voor de thuisclub) trok de leidsman vijfmaal de gele kaart. In Europees verband debuteerde hij op 7 juli 2016 tijdens een wedstrijd tussen IFK Mariehamn en Odds BK in de eerste voorronde van de UEFA Europa League; het eindigde in 1–1 en Kjærsgaard-Andersen trok zesmaal een gele kaart. Zijn eerste interland floot hij op 8 september 2020, toen Georgië met 1–1 gelijkspeelde tegen Noord-Macedonië door doelpunten van Tornike Okriasjvili en Stefan Ristovski. Tijdens deze wedstrijd toonde Kjærsgaard-Andersen zes gele kaarten en de Macedoniër Visar Musliu kreeg een rode kaart.

## Interlands
| Datum            | Plaats             | Wedstrijd                 | Uitslag | Competitie             | Kreeg geel | Kreeg voor de tweede keer geel en dus rood | Weggestuurd |
| ---------------- | ------------------ | ------------------------- | ------- | ---------------------- | ---------- | ------------------------------------------ | ----------- |
| 8 september 2020 | Tbilisi, Georgië   | Georgië – Noord-Macedonië | 1 – 1   | Nations League 2020/21 | 6          | 0                                          | 1           |
| 24 maart 2021    | Attard, Malta      | Malta – Rusland           | 1 – 3   | WK 2022 kwalificatie   | 2          | 0                                          | 0           |
| 14 juni 2022     | Chisinau, Moldavië | Moldavië – Andorra        | 2 – 1   | Nations League 2022/23 | 4          | 0                                          | 0           |